# Scénář skákajícího Jupitera
Scénář skákajícího Jupitera představuje možný průběh migrace obřích planet ve sluneční soustavě. Je pokusem o upřesnění tzv. modelu z Nice. Podle tohoto scénáře se ledoví obři (Uran, Neptun a hypotetická planeta o hmotnosti Neptunu) dostali nejprve do interakce se Saturnem a posléze s Jupiterem, což vedlo k oddálení jejich oběžných drah v několika poměrně náhlých krocích. Scénář navrhli astronomové Ramon Brasser, Alessandro Morbidelli, Rodney Gomes, Kleomenis Tsiganis a Harold Levison poté, co se ukázalo, že do té doby předpokládané plynulé oddalování Jupiteru a Saturnu by vyústilo ve zcela odlišné složení vnitřních částí sluneční soustavy, než jaké pozorujeme dnes. Postup sekulárních rezonancí vnitřní sluneční soustavou během migrace obou obrů by totiž zvýšil excentricitu drah terestrických planet a v pásmu planetek by se zase zvýšil poměr těles s vysokým a nízkým sklonem oběžné dráhy. Oddálení Jupiteru a Saturnu v náhlých krocích, jak to popisuje tzv. scénář skákajícího Jupitera, se od původního modelu z Nice liší i v jiných aspektech: významně se snižuje počet dopadů těles z pásu planetek na měsíční povrch během období pozdního těžkého bombardování, většina Jupiterových trojánů je zachycena alternativním mechanismem a Jupiter získává své nepravidelné měsíce stejným procesem jako jiné planety. Protože v simulacích tohoto procesu často došlo k odvržení některého z ledových obrů mimo sluneční soustavu, byla navržena existence ještě jedné obří planety v raných fázích vývoje soustavy.

## Pozadí

### Původní model z Nice
Původní model z Nice počítá s tím, že na počátku tvořily obří planety kompaktní skupinu na téměř kruhových oběžných dráhách. Interakce s planetesimálami pocházejícími z vnějších částí disku způsobovaly jejich pomalou migraci. Tento proces trval, dokud se planety Jupiter a Saturn nedostaly do vzájemné dráhové rezonance 2:1. Během přechodu přes tuto rezonanci se zvýšila výstřednost jejich drah, což zase způsobilo narušení a zvýšení excentricity drah Uranu a Neptunu, takže celý systém se stal chaotičtějším a dráhy se začaly křížit. Gravitační setkání planet způsobilo, že Uran a Neptun byli odmrštěni směrem ven z planetesimálního disku, který byl narušen a mnoho planetesimál začalo křižovat dráhy planet. Následovala rychlá fáze oddalování obřích planet, která pokračovala, dokud se planetesimální disk nevyčerpal. V počítačových simulacích modelu z Nice se obří planety nakonec dostaly na dráhy podobné dráhám v současné sluneční soustavě.

### Modifikované počáteční podmínky
V pozdějších verzích modelu z Nice byly počáteční podmínky modifikovány tak, aby odpovídaly novým modelům vývoje raných fází sluneční soustavy, kdy se obří planety teprve formovaly v plynném disku. Počítačové simulace několikanásobného systému obřích planet obíhajících v plynném disku naznačily, že planety by obíhaly různými rychlostmi, což by vedlo k tomu, že by se uchytily ve vzájemných rezonancích. Pierens a Nelson se soustředili na Jupiter a Saturn a ukázali, že tyto planety mohly být (za určitých specifických podmínek) zachyceny ve vzájemné rezonanci 3:2. Jakmile se v této rezonanci ocitnou, jejich postup směrem dovnitř soustavy může být zastaven a naopak může být zahájen přesun směrem ven. Rozsah migrace do vnějších oblastí závisí na několika fyzikálních vlastnostech sluneční mlhoviny. Přidání dalších planet do modelu pak způsobuje, že se zachytávají v dalších rezonancích. Výsledkem je systém, v němž se každá z planet ocitá v rezonanci se svým nejbližším sousedem. Bylo identifikováno několik stabilních čtyřnásobných rezonancí. Jakmile zmizí plynný disk, může se čtyřnásobná rezonance narušit vlivem interakcí s planetesimálami z vnějšího disku. Následný vývoj se podobá původnímu modelu z Nice, přičemž gravitační setkání mezi planetami začnou krátce po narušení čtyřnásobné rezonance nebo poté, co se Jupiter a Saturn dostanou vlivem planetesimál přes svou vzájemnou rezonanci 5:3. Oba případy se od původního modelu liší v tom, že nestabilita začíná, když se Jupiter a Saturn nachází blíže sebe, a v tom, že přechod přes rezonanci 2:1 nastává během rychlé fáze vzájemného oddalování.

### Alternativní spouštěč nestability
Zahrnutí gravitačních interakcí mezi planetesimálami odhalilo další možný mechanismus vyvolání nestability obřích planet nacházejících se ve vzájemné rezonanci. Počítačové simulace, které zahrnuly tyto meziplanetesimální interakce, ukázaly, že se přenáší energie mezi planetesimálami a obřími planetami. Tento přenos vedl k migraci planet směrem ke Slunci, a to i v případě, kdy se nevyskytovala žádná přímá setkání mezi planetesimálami a planetami. Bližší zkoumání naznačilo, že energie se mohla přenášet vlivem provázanosti průměrné výstřednosti planetesimálního disku a velké poloosy dráhy vnějších planet. Protože tyto planety byly uzamknuty v rezonanci, byl důsledkem migrace směrem dovnitř také nárůst excentricity dráhy vnitřního ledového obra. Nakonec pak přechod přes sekulární rezonance během migrace způsobil, že vzájemné rezonance byly narušeny. Gravitační setkání začala velmi brzy poté, protože planety se v systému rezonancí do té doby zároveň nacházely velmi blízko sebe. Počítačové simulace ukázaly, že načasování těchto setkání vlivem popsaného mechanismu je poměrně nezávislé na vzdálenosti mezi vnějšími planetami a planetesimálním diskem, a typicky nastanou po několika stovkách miliónů let. Kombinace tohoto mechanismu a modifikovaných počátečních podmínek byla nazvána model z Nice 2.

### Omezení možného vývoje sluneční soustavy
Ramon Brasser, Alessandro Morbidelli, Rodney Gomes, Kleomenis Tsiganis a Harold Levison publikovali sérii tří prací, v nichž analyzovali vývoj oběžných drah ve sluneční soustavě během období planetární migrace. Jejich výzkum dospěl k několika omezením, na které podle nich tento vývoj ve vnějších oblastech soustavy narážel. Některá z nich pak shledali nekompatibilními s představou plynulé migrace Jupiteru poháněnou interakcemi s planetesimálami poté, co překročil rezonanci 2:1 se Saturnem.
V první práci autoři zkoumali, jak kdysi vypadaly vnější části sluneční soustavy. Počítačové simulace naznačily, že plynulá migrace vnějších planet by neskončila na drahách s takovou výstředností, jakou mají dnes. Navíc se ukázalo, že překročení rezonance Jupiteru se Saturnem 2:1 sice reprodukuje střední hodnoty výstřednosti drah těchto planet, nikoliv však oscilace těchto výstředností. Autoři dospěli k názoru, že k reprodukci někdejšího stavu sluneční soustavy je kromě překročení rezonance 2:1 potřeba také gravitačního setkání Saturnu s jedním z ledových obrů. K současnému stavu sluneční soustavy by podle nich vedl také alternativní scénář setkání jednoho z ledových obrů s oběma ostatními plynnými obry.
Druhá práce analyzovala dynamický vývoj terestrických planet. Výstřednosti drah terestrických planet se totiž v počítačových simulacích dostávaly vlivem plynných obrů za své současné hodnoty. Bylo to důsledkem sekulární rezonance v5 postupující vnitřní oblastí sluneční soustavy. Autoři také dospěli k závěru, že pokud by Jupiter a Saturn překročili svou vzájemnou rezonanci 2:1 během své rychlé fáze vzájemného oddalování, pak by také některé přechody rezonance v5 (s Marsem a se Zemí) byly dostatečně rychlé na to, aby nedošlo k významným změnám v oběžných drahách těchto terestrických planet. Původní verze modelu z Nice se s tímto problémem nedokázala vypořádat a např. excentricita oběžné dráhy Marsu se v počítačových simulacích zvyšovala natolik, že destabilizovala celou vnitřní oblast sluneční soustavy. Problematickými zůstaly rezonance s Venuší a Merkurem. Autoři studie došli k názoru, dopady přechodu rezonancí na excentricitu drah těchto planet by nemusely být dramatické, ovšem jen za určitých specifických okolností. Kromě toho přišli s myšlenkou, že problém by se vyřešil, pokud by gravitační setkání některého z ledových obrů se Saturnem a Jupiterem způsobila, že by se poměr oběžných dob Saturnu a Jupiteru skokově zvýšil z méně než 2,1 na více než 2,3. Tuto alternativu nazvali „scénář skákajícího Jupitera“.
V další studii pak tito autoři zvažovali strukturu oběžných drah v pásu planetek. Dospěli k závěru, že dříve uvažovaná migrace obřích planet by způsobila, že sekulární resonance v6 by z pásu vymetla planetky s nízkým sklonem oběžné dráhy a rezonance v16 by zase sklon planetek zvyšovala, což by vedlo k příliš velkému poměru planetek s vysokým sklonem vůči planetkám se sklonem malým. Počítačové simulace však ukázaly, že vezme-li se v úvahu scénář skákajícího Jupitera, pak se distribuce různých sklonů oběžných drah mezi planetkami nijak významně nezmění.

## Popis scénáře skákajícího Jupitera
Scénář skákajícího Jupitera umožňuje, aby se modely vývoje sluneční soustavy ve výsledku přiblížily jejímu současnému stavu. Základem je předpoklad, že se poměr oběžných dob Jupiteru a Saturnu rychle změnil z 2,1 na 2,3. Podle tohoto scénáře je některý z ledových obrů odmrštěn Saturnem směrem dovnitř sluneční soustavy na dráhu křížící se s dráhou Jupitera, který ho následně zase odmrští směrem ven. Takto se při prvním zmíněném setkání velká poloosa dráhy Saturnu zvýší a při druhém velká poloosa Jupiteru zmenší, přičemž důsledkem je prudké zvětšení poměru jejich oběžných dob. Tento proces je v některých počítačových simulacích ještě mnohem složitější, neboť vzájemných setkání obou obřích planet s dotyčným ledovým obrem může být v průběhu 10 000 až 100 000 let i několik. Série gravitačních setkání končí, jakmile dynamické tření mezi ledovým obrem a planetesimálním diskem posune jeho perihélium až za oběžnou dráhu Saturnu nebo když je vymeten ven ze sluneční soustavy. Tento scénář se objevil i u některých počítačových simulací původního modelu z Nice. Autoři tehdejších studií k tomu poznamenali, že šance vyslání ledového obra Saturnem na dráhu křížící se s dráhou Jupitera vzrůstá, pokud by původní vzdálenost mezi nimi byla menší než 3 AU, a že pokud by planetesimální disk měl hmotnost rovnající se 35násobku hmotnosti Země, pak by ve všech 14 zkoumaným případech došlo k odmrštění ledového obra ven ze soustavy.

## Důsledky scénáře pro předchozí vývoj sluneční soustavy
Kromě toho, že scénář skákajícího Jupitera se od původního modelu z Nice liší tím, že zachovává nízké výstřednosti drah terestrických planet a ponechává nezměněnou také distribuci oběžných drah planetek dnešního hlavního pásu (v porovnání se stavem před migrací plynných obrů), tak je zde ještě několik dalších rozdílů. Odlišné jsou oblasti, které byly zdrojem těles dopadajících na povrch Měsíce během fáze pozdního těžkého bombardování, průběh formování pásu planetek či mechanismus zachycení Jupiterových nepravidelných měsíců a trojánů. Scénář také připouští, že ve sluneční soustavě v minulosti obíhalo více ledových obrů.

### Pozdní těžké bombardování
Ze scénáře skákajícího Jupitera vyplývá mnohem menší počet malých těles mířících do vnitřních částí sluneční soustavy během období pozdního těžkého bombardování. Počítačové simulace pásu planetek ukázaly, že v takovém případě by bylo vymeteno přibližně 50 % planetek, v porovnání s 90 %, které předpokládal původní model z Nice. Souhrnná hmotnost planetek dopadnuvších na vnitřní planety se ve scénáři skákajícího Jupitera snížila o 1 řád, s tím, že hlavními ohrožujícími tělesy zůstaly komety. Tento závěr je však v rozporu s důkazy naznačujícími, že tělesa, po jejichž dopadu se vytvořily měsíční pánve, nepatřila mezi komety. Problém by snad mohla vyřešit studie z roku 2012, podle níž by zdrojem dopadajících těles mohl být pás planetek, který se v dávných dobách sluneční soustavy rozprostíral až k oběžné dráze Marsu. Planetky tohoto rozšířeného pásu se nacházely na stabilních drahách až do doby, kdy se k nim během své migrace přiblížili plynní obři. Následně byly jejich oběžné dráhy destabilizovány sekulární resonancí v6, která je během pozdního těžkého bombardování poslala na dráhy křížící se s dráhou Země.

### Pás planetek
Scénář skákajícího Jupitera zachovává v pásu planetek většinu tamní populace těles a také do velké míry ponechává nezměněnu distribuci sklonů jejich oběžných drah. To klade celou řadu omezení na rané fáze vývoje sluneční soustavy. Znamenalo by to, že k excitaci výstředností drah těles v dnešním pásu planetek a také ke zmenšení jejich počtu muselo dojít již během éry tvorby obřích planet. Na konci tohoto období v něm mohlo zůstat jen velmi málo těles (protoplanet) větších než Ceres (pokud vůbec nějaká). To, že nejsou pozorovány žádné zachované Kirkwoodovy mezery vytvořené v době, kdy se Jupiter ještě nacházel na své původní dráze, znamená, že musel toto období zakončit na dráze s nízkou excentricitou.
Rychlá migrace podle scénáře skákajícího Jupitera také umožňuje přežití kolizních rodin planetek vytvořených během období pozdního těžkého bombardování. Typickým příkladem je rodina planetky Hilda, patřící do tzv. Hildiny skupiny, která se podle některých astronomů (s ohledem na nízkou pravděpodobnost kolizí v současnosti) vytvořila právě v této době.

### Jupiterovi trojáni
Zatímco v původním modelu z Nice jsou Jupiterovi trojáni touto planetou zachyceni chaotickým způsobem během přechodu dráhovou rezonancí, tak scénář skákajícího Jupitera představuje odlišnou možnost.
Původní model předpokládal, že Jupiterovi trojáni byli zachyceni krátce poté, co Jupiter a Saturn překročili vzájemnou dráhovou rezonanci 2:1. V té době vzájemné vzdalování jejich oběžných drah způsobilo, že se do té doby dynamicky otevřená chaotická oblast libračních center stala stabilnější a uzavřela se, přičemž tělesa, která se tam zrovna nacházela, zůstala v libračních centrech dlouhodobě uvězněna. Setkání planet podle scénáře skákajícího Jupitera však nabízí alternativní mechanismus jejich zachycení. Během gravitačních setkání Jupitera s jedním z ledových obrů se mohla velká poloosa dráhy Jupitera skokově zvýšit až o 0,2 AU. V důsledku toho se librační centra L4 a L5 přemístila v radiálním směru, čímž byli jacíkoli do té doby uvěznění trojáni uvolněni a místo nich byla zachycena nová tělesa z populace planetesimál s velkou poloosou dráhy odpovídající velké poloose nové dráhy Jupitera. Tento mechanismus jako první popsali David Nesvorný, David Vokrouhlický a Alessandro Morbidelli. Následně pak mohli být ještě nějací další trojáni zachyceni chaoticky během přechodů slabých rezonancí na konci planetární migrace. Počítačové simulace různých variant scénáře skákajícího Jupitera naznačují, že jím popisovaná výsledná distribuce oběžných drah zachycených Jupiterových trojánů je nezávislá na konkrétním průběhu tohoto scénáře a velmi se podobá distribuci těchto drah v současné sluneční soustavě. Rovněž tak i rozměr vnější oblasti planetesimálního disku vyžadovaný modelem k dosažení současné populace Jupiterových trojánů odpovídá hmotnostem potřebným k vytvoření současných oběžných drah. Scénář skákajícího Jupitera rovněž nabízí možné vysvětlení asymetrie mezi libračními centry L4 a L5: po svém posledním setkání s Jupiterem mohl ledový obr projít skrz shluky Jupiterových trojánů, zachycená tělesa rozptýlit a snížit tak jejich počet.

### Galileovy měsíce
Setkání některého z ledových obrů s Jupiterem v simulacích narušuje oběžné dráhy Galileových měsíců. Dochází ke zvýšení výstřednosti a naklonění jejich oběžných drah a pozměnění jejich velkých poloos, což by mohlo potenciálně narušit Laplaceovu rezonanci, kterou v současné době pozorujeme u měsíců Io, Europa a Ganymedes. Tyto možnosti zkoumali Rogerio Deienno, David Nesvorný, David Vokrouhlický a Tadashi Yokoyama. Ačkoliv setkání ve vzdálenostech převyšujících 0,05 AU měla na měsíce jen velmi malý dopad, při přiblížení větším než 0,02 AU docházelo k narušení drah měsíců, což by mohlo vést až ke kolizím mezi nimi nebo k jejich vymetení ze systému. Laplaceova rezonance vnitřních měsíců byla v některých rezonancích narušena, ale často se zase obnovila vlivem slapových interakcí. Nejvíce ovlivněna byla oběžná dráha Callista. Vzhledem k jeho sklonu, na který nepůsobí tolik slapové vlivy, připadá v úvahu pouze několik možností takového setkání ve vzdálenosti mezi 0,02 a 0,03 AU.

### Nepravidelné měsíce
Scénář skákajícího Jupitera umožňuje této obří planetě také zachytit nepravidelné měsíce z planetesimálního disku. Možné způsoby zachycení zkoumali na některých vybraných variantách scénáře, které dobře odpovídaly současnému stavu sluneční soustavy, David Nesvorný, David Vokrouhlický a Rogerio Deienno. V těchto počítačových simulacích Jupiter zachytil populaci nepravidelných satelitů podobnou jeho dnešní družině. Podobný počet nepravidelných měsíců pak v simulacích zachycovala každá obří planeta, což také dobře odpovídalo pozorováním. Tyto výsledky jsou v kontrastu s předchozím výzkumem beroucím v úvahu původní model z Nice, v němž se Jupiteru dařilo zachytit jen několik nebo dokonce žádné nepravidelné satelity, a Saturn jich zachycoval znatelně méně než Uran a Neptun. Počet nepravidelných měsíců zřejmě souvisí s počtem setkání mezi planetami; čím více setkání, tím početnější jsou tyto satelitní družiny. V simulacích scénáře skákajícího Jupitera prochází Jupiter a Saturn vícero takovými setkáními s ledovým obrem, který je následně odvržen. Méně gravitačních setkání podstupují Uran a Neptun. Oběžné dráhy skupiny nepravidelných měsíců zachycených Neptunem se rozprostřely na větším poloměru než u většiny variant původního modelu z Nice. Důvodem může být vzdálenost, kterou Neptun urazil, než gravitační setkání začala.

### Pátá obří planeta
Sluneční soustava mohla mít na svém počátku pět obřích planet. V počítačových simulacích scénáře skákajícího Jupitera je po gravitačních setkáních s Jupiterem a Saturnem často jeden z ledových obrů odmrštěn, což by v případě čtyř obřích planet znamenalo, že by zůstaly jen tři. Některé simulace, které počítají s hmotnějším planetesimálním diskem na počátku, sice také končí se čtyřmi obřími planetami, ovšem Jupiter a Saturn se zase ocitají příliš daleko od sebe. Tento problém vedl Davida Nesvorného k tomu, aby zkusil simulovat vývoj soustavy s pěti obřími planetami na počátku. Po několika tisících simulací oznámil, že ve scénáři s pěti obřími planetami je 10krát pravděpodobnější, že systém dospěje do stejného stavu, v jakém pozorujeme současnou sluneční soustavu. Představa odmrštěné planety je zcela reálná i vzhledem k objevům velkého množství takových těles metodou gravitačních mikročoček, které volně plují mezihvězdným prostorem. Vystřelování planet z planetárních systémů se zdá být poměrně běžné.
V simulacích se velmi obtížně reprodukuje výstřednost dráhy Jupitera. Další studie Davida Nesvorného a Alessandra Morbidelliho ukázala, že i při nejlepší kombinaci počátečních podmínek se k takové dráze daří dospět jen asi v 7 procentech simulací. Mezi simulace s nejlepším výsledkem patří ty, v nichž se Neptun během své migrace dostane významně do planetesimálního disku. Tím je planetesimální disk narušen a zároveň se urychluje vzájemné oddalování Jupitera a Saturnu, a to tak dlouho, až systém přestane být stabilní. Vnitřní z ledových obrů pak započne svá setkání s Jupiterem a Saturnem. Protože zbytek planetesimálního disku je méně hmotný, je také jeho vliv na výstřednost Jupiterovy dráhy a na migraci Jupiteru a Saturnu po setkání s ledovým obrem oslaben. Ačkoliv tyto výsledky dobře odpovídají současnému stavu sluneční soustavy, autoři upozornili, že simulace scénáře skákajícího Jupitera vedou i k celé řadě odlišných variant vývoje, a že tyto výsledky nelze považovat ani za typické ani za očekávané.
Také nezávislá studie Konstantina Batygina a Michaela Browna došla k závěru, že varianty vedoucí k současné sluneční soustavě jsou málo pravděpodobné. Jejich studie však vedla ke stejným pravděpodobnostem jak u systémů začínajících se čtyřmi, tak u soustav začínajících s pěti obřími planetami, což je částečně způsobeno odlišnými kritérii pro hodnocení úspěchu, mezi něž patří například zachování populace „chladných“ klasických těles Kuiperova pásu. Jejich výsledky naznačují, že zachování této populace vyžaduje, aby průchod odmrštěného ledového obra přes jejich oblast netrval déle než 10 000 let.